# Nhạc cổ phong
Nhạc cổ phong (tiếng Trung: 古风音乐; bính âm: gǔ fēng yīn yuè) là một phong cách âm nhạc Trung Quốc xuất hiện và nổi lên trong thế kỷ 21, đặc trưng bởi: ca từ cổ điển tao nhã, cách dùng từ đều đặn, có trật tự và được trau chuốt giống như bài thơ cổ (có vần, nhịp, sử dụng hình ảnh ước lệ tượng trưng, dùng từ cổ, điển cố, tả cảnh tả tình, số câu chẵn), tác từ dựa trên điển tích, điển cố của Trung Quốc, thường có văn án. Nhạc cổ phong có giai điệu nhẹ nhàng, âm điệu du dương trên nền các loại nhạc cụ dân tộc, chứa đựng phong cách độc đáo, được xem như làn gió mới thổi vào âm nhạc Trung Quốc cổ điển.
Một số nghệ sĩ đại diện của dòng nhạc này như Đặc Mạn, Lão Can Ma, nhóm nhạc Mặc Minh Kỳ Diệu, Hà Đồ, I2Star (nhóm nhạc nữ trực thuộc Mặc Minh Kỳ Diệu: HITA, Aki A Kiệt, Tiểu Ái Đích Mụ- đã tan rã), Ngân Lâm, Mộ Hàn, Tiểu W, Winky Thi (nam), Đổng Trinh, Finale (nữ), Tiểu Khúc Nhi, HITA, Âm Tần Quái Vật, Vân Chi Khấp, Huyền Thương, CRITTY, Song Sênh.

## Lịch sử
Nhạc cổ phong chỉ mới nổi lên và phát triển mạnh mẽ vào khoảng giữa năm 2012, khởi đầu từ việc phổ nhạc cho các sản phẩm trò chơi tiên hiệp Trung Quốc hay phối nhạc, viết lời và biểu diễn trong các video game của Đài Loan như "Tiên kiếm kỳ hiệp truyện", "Hiên Viên kiếm", "Tân Tuyệt đại song kiêu 3". Đây là dòng nhạc nhuốm đầy màu sắc thời gian bởi nhạc cổ phong là những ca khúc mang âm hưởng xưa với nhiều phong cách khác nhau, từ hào hùng, bi thương cho đến sôi nổi, trầm lắng,... Còn ca từ thì tao nhã, cổ điển giống như thi ca, thể hiện nhiều chủ đề khác nhau, đôi khi còn chính là chủ đề cho các bộ phim cổ trang Trung Quốc, các tiểu thuyết cổ đại.

## Đặc điểm
Đặc điểm quan trọng của các ca khúc Cổ phong là sự tồn tại của "độc thoại" cùng "văn án". Lời bài hát trong các ca khúc Cổ phong chú trọng về gieo vần nên mang lại cảm giác phong nhã. Nhiều bài mượn dùng cả thi từ cổ, điển hình như các sáng tác của Finale Mặc Minh Kỳ Diệu. Một đặc điểm nữa của nhạc cổ phong là thường có trường hợp: từ nhạc của một người khác mà viết lại lời cho mình, chính vì thế chuyện có 2-3 bản Cổ phong nghe giống nhau về nhạc là chuyện không hiếm. Thể loại này đa số đều có âm điệu du dương, tốc độ thong thả tạo nên cảm giác phiêu dật.
Giai điệu trong ca khúc Cổ phong thường sử dụng các nhạc cụ dân tộc, dựa trên các điển cố, điển tích để sáng tác nên, thường mang ý nghĩa sâu sắc. Đôi khi trong giai điệu có lẫn theo tiếng suối róc rách, tiếng vó ngựa dồn dập,... mang đến nhiều khung bậc cảm xúc cho người nghe. Thưởng thức nhạc cổ phong cũng như việc phẩm trà bình thơ, phải cảm nhận từ giai điệu cho đến lời ca. Phổ nhạc, viết lời, biểu diễn không phải vì danh lợi, mà vì lòng nhiệt tình yêu thương cùng sự cảm động. Tuy nhiên, nhạc cổ phong cũng chưa có hệ thống quy củ, lại không quá phổ biến như các thể loại khác như nhạc pop, ballad,... và ít khi được các ca sĩ chuyên nghiệp lựa chọn để thể hiện mà thường được các ca sĩ trên mạng Internet hát theo lối "tự do", điển hình như Hà Đồ, Winky Thi (Winky 诗), Âm Tần Quái Vật (音频怪物), Lão Can Ma (Lao乾媽), Tiểu Khúc Nhi (小曲儿)... Họ đăng tác phẩm của mình lên mạng, được mọi người hưởng ứng và công nhận. Họ thường không lộ mặt hay hát live, mà thu âm và đưa lên mạng, thường là trang 5sing.com (trang web cho phép đăng nhạc của bạn tự hát, hay tự sáng tác).